# فهرست فرودگاه‌های محدوده مونترآل
این مقاله شامل فهرست فرودگاه‌های شهر مونترآل، استان کبک در کشور کانادا است.
| نام فرودگاه                                | ایکائو/TC موقعیت‌یاب/یاتا | مکان                       | مختصات                                                         |
| ------------------------------------------ | ------------------------ | -------------------------- | -------------------------------------------------------------- |
| فرودگاه بین‌المللی مونترآل-پییر الیوت ترودو | CYUL (YUL)               | دوروال                     | ۴۵°۲۸′۱۴″ شمالی ۰۷۳°۴۴′۲۷″ غربی / ۴۵٫۴۷۰۵۶°شمالی ۷۳٫۷۴۰۸۳°غربی |
| فرودگاه مونترآل/سن-اوبر                    | CYHU (YHU)               | Saint-Hubert، لونگوی       | ۴۵°۳۱′۰۳″ شمالی ۰۷۳°۲۵′۰۱″ غربی / ۴۵٫۵۱۷۵۰°شمالی ۷۳٫۴۱۶۹۴°غربی |
| فرودگاه بین‌المللی مونترآل-میرابل           | CYMX (YMX)               | Mirabel                    | ۴۵°۴۰′۵۵″ شمالی ۰۷۴°۰۰′۱۹″ غربی / ۴۵٫۶۸۱۹۴°شمالی ۷۴٫۰۰۵۲۸°غربی |
| محله هوایی مونترال/ایل پرو                 | CSP6                     | مونترآل                    | ۴۵°۲۲′۳۴″ شمالی ۰۷۳°۵۴′۲۶″ غربی / ۴۵٫۳۷۶۱۱°شمالی ۷۳٫۹۰۷۲۲°غربی |
| فرودگاه مونترآل/له سدر                     | CSS3                     | له سدر، کبک                | ۴۵°۲۰′۵۱″ شمالی ۰۷۴°۰۴′۳۶″ غربی / ۴۵٫۳۴۷۵۰°شمالی ۷۴٫۰۷۶۶۷°غربی |
| پایگاه هوایی مونترآل/سن-لازار              | CST3                     | سن-لازار، کبک              | ۴۵°۲۳′۳۳″ شمالی ۰۷۴°۰۸′۰۳″ غربی / ۴۵٫۳۹۲۵۰°شمالی ۷۴٫۱۳۴۱۷°غربی |
| فرودگاه مونترآل-مسکوش                      | CSK3                     | ماسکوش                     | ۴۵°۴۳′۰۷″ شمالی ۰۷۳°۳۵′۵۳″ غربی / ۴۵٫۷۱۸۶۱°شمالی ۷۳٫۵۹۸۰۶°غربی |
| فرودگاه لشوت                               | CSE4                     | لشوت                       | ۴۵°۳۸′۲۲″ شمالی ۰۷۴°۲۲′۱۴″ غربی / ۴۵٫۶۳۹۴۴°شمالی ۷۴٫۳۷۰۵۶°غربی |
| فرودگاه اسکندریه                           | CNS4                     | North Glengarry, Ontario   | ۴۵°۲۰′۰۰″ شمالی ۰۷۴°۳۷′۰۰″ غربی / ۴۵٫۳۳۳۳۳°شمالی ۷۴٫۶۱۶۶۷°غربی |
| فرودگاه هاوکسبوری                          | CNV4                     | هاوکسبری                   | ۴۵°۳۷′۰۰″ شمالی ۰۷۴°۳۹′۰۰″ غربی / ۴۵٫۶۱۶۶۷°شمالی ۷۴٫۶۵۰۰۰°غربی |
| فرودگاه هاوکسبوری (شرق)                    | CPG5                     | هاوکسبری                   | ۴۵°۳۴′۵۸″ شمالی ۰۷۴°۳۲′۵۶″ غربی / ۴۵٫۵۸۲۷۸°شمالی ۷۴٫۵۴۸۸۹°غربی |
| فرودگاه هاوکسبوری (ویندور فیلد)            | CPD8                     | هاوکسبری                   | ۴۵°۳۳′۵۲″ شمالی ۰۷۴°۴۸′۳۵″ غربی / ۴۵٫۵۶۴۴۴°شمالی ۷۴٫۸۰۹۷۲°غربی |
| فرودگاه سلبرری د وللیفیلد                  | CSD3                     | سالابری-دو-ولیفیلد         | ۴۵°۱۲′۳۰″ شمالی ۰۷۴°۰۸′۲۹″ غربی / ۴۵٫۲۰۸۳۳°شمالی ۷۴٫۱۴۱۳۹°غربی |
| فرودگاه لک اجل                             | CSA2                     | ماسکوش                     | ۴۵°۴۷′۳۱″ شمالی ۰۷۳°۳۸′۱۷″ غربی / ۴۵٫۷۹۱۹۴°شمالی ۷۳٫۶۳۸۰۶°غربی |
| فرودگاه ریشیلو                             | CSX3                     | ریشولیو، کبک               | ۴۵°۲۶′۵۲″ شمالی ۰۷۳°۱۴′۰۳″ غربی / ۴۵٫۴۴۷۷۸°شمالی ۷۳٫۲۳۴۱۷°غربی |
| فرودگاه سنت جین                            | CYJN (YJN)               | سن-ژان-سور-ریشولیو         | ۴۵°۱۷′۴۰″ شمالی ۰۷۳°۱۶′۵۲″ غربی / ۴۵٫۲۹۴۴۴°شمالی ۷۳٫۲۸۱۱۱°غربی |
| فرودگاه سنت ماتیس                          | CSP5                     | سن-ماتیاس-سور-ریشولیو، کبک | ۴۵°۳۰′۰۳″ شمالی ۰۷۳°۱۴′۳۰″ غربی / ۴۵٫۵۰۰۸۳°شمالی ۷۳٫۲۴۱۶۷°غربی |
| فرودگاه سنت ماتیس-گرنت                     | CSX5                     | سن-ماتیاس-سور-ریشولیو، کبک | ۴۵°۲۸′۱۹″ شمالی ۰۷۳°۱۱′۵۸″ غربی / ۴۵٫۴۷۱۹۴°شمالی ۷۳٫۱۹۹۴۴°غربی |
| فرودگاه سنت متیو د بلیل                    | CSB3                     | سن-ماتیو-دو-بلوی، کبک      | ۴۵°۳۵′۲۴″ شمالی ۰۷۳°۱۴′۱۹″ غربی / ۴۵٫۵۹۰۰۰°شمالی ۷۳٫۲۳۸۶۱°غربی |

## فرودگاه‌های آب‌نشین
| نام فرودگاه                        | ایکائو/TC موقعیت‌یاب/یاتا | مکان                                   | مختصات                                                         |
| ---------------------------------- | ------------------------ | -------------------------------------- | -------------------------------------------------------------- |
| فرودگاه آبی مونترآل/بوآسور و پسران | CSA4                     | Rivière des Prairies، مونترآل          | ۴۵°۳۸′۴۴″ شمالی ۰۷۳°۳۵′۴۹″ غربی / ۴۵٫۶۴۵۵۶°شمالی ۷۳٫۵۹۶۹۴°غربی |
| فرودگاه آبی مونترآل/مارینا ونیز    | CST8                     | Rivière des Mille Îles، مونترآل        | ۴۵°۳۷′۵۷″ شمالی ۰۷۳°۴۶′۴۴″ غربی / ۴۵٫۶۳۲۵۰°شمالی ۷۳٫۷۷۸۸۹°غربی |
| فرودگاه سنت ماتیس واتر             | CSV9                     | رود ریشلیو، سن-ماتیاس-سور-ریشولیو، کبک | ۴۵°۳۰′۱۰″ شمالی ۰۷۳°۱۵′۰۸″ غربی / ۴۵٫۵۰۲۷۸°شمالی ۷۳٫۲۵۲۲۲°غربی |

## فرودگاه‌های سابق
| نام فرودگاه                                | ایکائو/TC موقعیت‌یاب/یاتا | مکان          | مختصات                                                         |
| ------------------------------------------ | ------------------------ | ------------- | -------------------------------------------------------------- |
| فرودگاه شمبلی                              | CTT2                     | شامبلی، کبک   | ۴۵°۲۴′۰۴″ شمالی ۰۷۳°۱۷′۴۳″ غربی / ۴۵٫۴۰۱۱۱°شمالی ۷۳٫۲۹۵۲۸°غربی |
| پایگاه هوایی آبی مونترآل/بوشرویل           | CTA7                     | بوشرویل       | ۴۵°۳۷′۴۰″ شمالی ۰۷۳°۲۷′۱۷″ غربی / ۴۵٫۶۲۷۷۸°شمالی ۷۳٫۴۵۴۷۲°غربی |
| RCAF Station St Hubert                     |                          | مونترآل       | ۴۵°۳۰′۴۷″ شمالی ۰۷۳°۲۵′۲۰″ غربی / ۴۵٫۵۱۳۰۶°شمالی ۷۳٫۴۲۲۲۲°غربی |
| فرودگاه کرتیرویل                           | CYCV (YCV)               | Saint-Laurent | ۴۵°۳۱′۰۰″ شمالی ۰۷۳°۴۳′۰۰″ غربی / ۴۵٫۵۱۶۶۷°شمالی ۷۳٫۷۱۶۶۷°غربی |
| باند پرواز دریایی ویکتوریا اس تی اوال پورت | CYMY (YMY)               | مونترآل       | ۴۵°۲۸′۵۷″ شمالی ۰۷۳°۳۲′۵۵″ غربی / ۴۵٫۴۸۲۵۰°شمالی ۷۳٫۵۴۸۶۱°غربی |